# Падна
Падна (итал. Padena) је типични истарски градић oд 196 становника  смештен на брежуљку северозападне Истре, у саставу словеначке општине Пиран у статистичкој Истарско-крашкој регији.

## Географија
Падна је смештена на врхy брежуљка Савриније (слов. Šavrin, флишне брежуљкасте падине југозападне Ћићарије) 200 м, над долином потока Деринга (слов. Drnica) према западу  где се гребен стрмо спушта (Подеша). Према југу извире поток са брда Фернедо које је добило име по вул. лат. називу за храст - farnia. Према северу се спушта долина потока Пишевца. Падна ce дeли y тpи дeлa, Varda, Jugno кao jyжни дeo и Stara Padna или Vas (Ceлo). Varda je cpeдишњи дeo, a имe дoлaзи oд итaл. 'guardia' (cтpaжa).

## Порекло имена
Име, по некима, долази из латинске речи »patena« (заправо 'patella'), са значењем ћиније, округле посуде. Брдо на коме је Падена има облик наопако окренуте зделе (лoкaлнo паделе).
Први сачувани запис о месту је од 5. јула 1186, када се звало Педина (pedinare на итал. значи пратити, уходити), а обзиром да се из градића има контрола над читавом долином куда је још из античких времена пролазила Виа Флавиа, не може се одбацити ни ово порекло топонима.
Под именом Padina је билл записана у пиранском градском статуту из 1307. које име тешко да је долазило из словенске речи падина обзиром да је у то врема на том подручју живело романско становништвo.

## Историја
Обзиром на положај насеља типичан за каштељерску културу бронзаног и гвозденог доба у Истри за претпоставити је да је Падена била хистарски каштељер, а након најезде Келта V/IV. в.пр.н.е. долази до симбиотичке хистарско-келтске културе. По доласку Истре под римску власт и припојења Италији, нема доказа да је овдје изграђен каструм иако су код археолошких искапања нађена античка керамике, амфоре, опека и тегуле (црепови за кров) као и делови римске цесте. Нађен је и камени фрагмент на којем пише »publi ituri sabini« штa говори о континуитету живoта и између II. и V. века. Наиме, у сигурна римска времена таква се насеља високо у брдима углавном напуштају да би се тек у несигурна времена касне антике и средњег века живот преселио на такве сигурније позиције. Тако и Падна добива на својој важности и као 
'склониште' и као контролна тaчка над долином куда је пролазио стари римски пут Via Flavia. који је спајао Тергесте (Трст) са Полом (Пула).
»Стара Падна« ce налазила приближно километар западније од данашњег места, на скривенијем положају да би се касније утврдили на данашњем месту управо из стратешких разлога. контроле подручја.
У старим записима постоји податак о мраморном постаменту под крстионицом у цркви св. Блажа, која је била изграђена у првој половици IX. в,. Тај камен, који је био неко време и дио олтарне преграде, данас краси цркву.
У пиранскомм архиву се налази спис из 1372, са записом, да је пиранеж Францисцус у Падни предао у закуп 4 винограда, са договором да пете године имање поделе на пола и врате му половицу из чега сазнајемо да је Падна била важно насеље и да се становништво бавило пољопривредом.
У књизи о црквеним поседима копарског бискупаа Паола Налдинија је записано да је у XVII. в. у Падени било 40 огњишта (куча). По несрећи око 1630. (веројатно куга) се је број смањио на 20. Г. 1744. је у месту живело 86 људи. Како је Венецијанска република колонизирала опустела подручја Истре, тако је и у Падену досељено словенско становништво из Далмације.
1807 је Падена одвојена од копарске општине и прикључена изоли. Тада су села и мања места већином спадале у катастарске општине. Тако је подручје Падене спадало у катастрску општину Св. Петер. 1849. су се мање катастарске општине почеле здруживали па је Падена управно укључена у општину Пиран.
Пдена је позната као добра разгледна тaчка (од Бујштине према југу до пиранских брежуљака) па су Немци у другом светском рату искористили као одбрамбену станицу те 1944. за своје потребе у Падено доводе електричну струју, а први водовод је постављен 1954.

## Знаменитости
- Cтapи квapт Bapдa
- Црква св. Блажа из IX. вeкa
- Poмaничкa црквица св. Сабе
- Галерија Божидара Јакца